# Charlotte Mutsaers
Charlotte Jacoba Maria Mutsaers (prononcé en néerlandais [ ʃɑrˈlɔtə jaːˈkoːbaː maːˈriaː ˈmɵtsaːrs]), née le 2 novembre 1942 à Utrecht (Pays-Bas), est une peintre, écrivain en prose et essayiste néerlandaise. Elle a remporté le prix Constantijn Huygens en 2000 et le prix P. C. Hooft en 2010 pour son œuvre littéraire.

## Biographie
Charlotte Jacoba Maria Mutsaers est née le 2 novembre 1942 à Utrecht, aux Pays-Bas. Elle est la fille de l'historien de l'art Barend Mutsaers, qui travaillait à l'Université d'Utrecht. Elle a fréquenté un gymnase et a étudié le néerlandais à Amsterdam.
Par la suite, elle devient enseignante dans un institut d'enseignement professionnel supérieur. Le soir, elle étudie la peinture et l'estampe à l' Académie Gerrit Rietveld d'Amsterdam. Après avoir obtenu son diplôme, elle est retenue comme enseignante dans cette institution. Elle reste professeur d'art pendant plus de dix ans.
En tant qu'artiste, elle fait des peintures, conçoit des timbres, des magazines culturels illustrés (Vrij Nederland) et des couvertures de livres. Elle expose ses peintures à la Galerie Clement (Amsterdam), au Musée Frans Hals (Haarlem), au Musée d'art moderne (Arnhem), de Nieuwe Kerk (Amsterdam) et au Museum de Beyerd (Breda).
Elle commence à écrire vers l'âge de 40 ans, dans les années 1980. Elle s'était fait connaître comme peintre mais choisit finalement l'écriture. Son roman Rachels rokje [La jupe de Rachel], notamment, la fait connaître comme auteure. La jupe est une métaphore de la vie, et les plis du vêtement structurent en courts chapitres ce révit consacré aux amours d'une lycéenne pour un de ses professeurs. Le 2 avril 2010, la télévision néerlandaise a diffusé un documentaire, De wereld van Charlotte Mutsaers (Le Monde de Charlotte Mutsaers), réalisé par Suzanne Raes. Elle publie également des recueils d'essais ou de nouvelles, dont les plus connus sont Kersebloed en 1990, Paardejam en 1996 et Zeepijn (1999). Fiction romanesque, essais et écriture autobiographique peuvent se mêler dans ses écrits{. En mai 2010, Charlotte Mutsaers reçoitle prix P. C. Hooft, pour un autre roman, publié en 2008, Koetsier Herfst,.
Charlotte Mutsaers est mariée au spécialiste universitaire néerlandais de littérature Jan Fontijn. Ils n'ont pas d'enfants. Ils vivent alternativement à Amsterdam, Ostende et en France.
En tant que candidate politicienne, elle figurait sur la liste du Parti pour les animaux à l'occasion des élections néerlandaises à la Chambre des représentants en 2006.

## Prix
- Prix J. Greshoff (1992) pour Kersebloed
- Prix Busken Huet (2000) pour Zeepijn
- Prix Jacobus Van Looy (2000)
- Prix Constantijn Huygens (2000)
- Prix P. C. Hooft (2010)

## Principales publications
- (1983) Het circus van de geest (emblèmes)
- (1985) Hazepeper gevolgd porte Napoléon, Sunt pueri pueri ... en Varia (essais)
- (1986) Mijnheer Donselaer zoekt een vrouw (histoire d'images)
- (1988) De markiezin (roman)
- (1988) Hanegeschrei (histoire d'images)
- (1990) Kersebloed (essais)
- (1994) Rachels rokje (roman)
- (1996) Paardejam (essais)
- (1999) Zeepijn (nouvelles)
- (2002) Bont. Uit de zoo van Charlotte Mutsaers (histoires d'animaux; illustré)
- (2003) Fromage! (livre et cd)
- (2008) Koetsier Herfst (roman)
- (2010) Pedante pendules en andere wekkers (essais)
- (2012) Dooier op drift (Yoke Afloat) (poésie)
- (2012) Sodome revisité (poésie)

## Littérature secondaire
- 2000 - J. Bernlef, T. Hermans et al. Fik & snik. Over Charlotte Mutsaers, schilderes en schrijfster
- 2010 - Daan Cartens (éd.) Charlotte Mutsaers. Paraat met Pen en penseel